# Josef Geryk
Josef Geryk (14. října 1942 Nový Jičín – 27. července 2013 Červeník) byl československý fotbalový brankář.

## Fotbalová kariéra
V československé lize hrál za Baník Ostrava a Spartak Trnava. Nastoupil ve 149 utkáních. S Trnavou získal 5 mistrovských titulů. Vítěz Československého poháru v letech 1967, 1971 a 1975. V Poháru mistrů evropských zemí nastoupil v 10 utkáních, v Poháru vítězů pohárů ve 2 utkáních a v Poháru UEFA ve 2 utkáních. Za juniorskou reprezentaci do 23 let nastoupil v 12 utkáních a za olympijskou reprezentaci ve 4 utkáních.

## Ligová bilance
| Ročník                                   | Zápasy | Góly | Klub           |
| ---------------------------------------- | ------ | ---- | -------------- |
| 1. československá fotbalová liga 1963/64 | 5      | 0    | Baník Ostrava  |
| 1. československá fotbalová liga 1964/65 | 15     | 0    | Baník Ostrava  |
| 1. československá fotbalová liga 1965/66 | 15     | 0    | Spartak Trnava |
| 1. československá fotbalová liga 1966/67 | 23     | 0    | Spartak Trnava |
| 1. československá fotbalová liga 1967/68 | 15     | 0    | Spartak Trnava |
| 1. československá fotbalová liga 1968/69 | 13     | 0    | Spartak Trnava |
| 1. československá fotbalová liga 1969/70 | 27     | 0    | Spartak Trnava |
| 1. československá fotbalová liga 1970/71 | 10     | 0    | Spartak Trnava |
| 1. československá fotbalová liga 1971/72 | 7      | 0    | Spartak Trnava |
| 1. československá fotbalová liga 1972/73 | 1      | 0    | Spartak Trnava |
| 1. československá fotbalová liga 1973/74 | 4      | 0    | Spartak Trnava |
| 1. československá fotbalová liga 1974/75 | 5      | 0    | Spartak Trnava |
| 1. československá fotbalová liga 1975/76 | 2      | 0    | Spartak Trnava |
| 1. československá fotbalová liga 1976/77 | 1      | 0    | Spartak Trnava |
| CELKEM                                   | 149    | 0    |                |